# Буґай (Островський повіт)
Буґай (пол. Bugaj) — село в Польщі, у гміні Рашкув Островського повіту Великопольського воєводства.
Населення — 138 осіб (2011).

## Демографія
Демографічна структура станом на 31 березня 2011 року:
|          | Загалом | Допрацездатний вік | Працездатний вік | Постпрацездатний вік |
| -------- | ------- | ------------------ | ---------------- | -------------------- |
| Чоловіки | 71      | 12                 | 52               | 7                    |
| Жінки    | 67      | 16                 | 38               | 13                   |
| Разом    | 138     | 28                 | 90               | 20                   |